# Stay Alive
『Stay Alive』（ステイ アライブ）は、日本のミュージシャンである長渕剛の23枚目のオリジナル・アルバム。
2012年5月16日にユニバーサルミュージックのナユタウェイヴ レコーズからリリースされた。前作『TRY AGAIN』（2010年）よりおよそ1年6ヶ月ぶりにリリースされた作品であり、全作詞・作曲は長渕、プロデュースは長渕と高橋良一、関淳二郎、上田健司による共同プロデュースとなっている。
レコーディングは日本国内で行われ、『時代は僕らに雨を降らしてる』（1982年）以来となる石川鷹彦や『Come on Stand up!』（2007年）以来となる笛吹利明など長渕の旧知のミュージシャンが久々に参加している。音楽性としては東日本大震災の影響により製作された曲で構成されており、同時に発生した福島第一原子力発電所事故を題材とした「カモメ」などを収録している。
NHK総合音楽番組『第62回NHK紅白歌合戦』（2011年）に出演した際、宮城県の石巻市立門脇小学校より生中継にて披露され、先行シングルとしてリリースされた「ひとつ」（2012年）を収録している。
オリコンチャートでは最高位3位となった。

## 背景
前作『TRY AGAIN』（2010年）リリース後、長渕は2010年12月4日のさいたまスーパーアリーナより翌2011年1月23日の国立代々木競技場第一体育館に至るまで、全国8都市全14公演におよぶライブツアー「TSUYOSHI NAGABUCHI ARENA TOUR 2010 – 2011“TRY AGAIN”」を開催、約10万人を動員した。
また、同年の2月17日のよこすか芸術劇場から3月31日の鹿児島市民文化ホール 第1ホールまで15都市全20公演におよぶライブツアー「TRY AGAIN "UNPLUGGED" TOUR 2011」が行われる予定であったが、映像関連の機材トラブルにより全公演が中止となった。
3月11日には東日本大震災が発生し、宮城県を中心とした東北地方並びに関東地方まで最大震度7の地震による揺れを観測、その後最大遡上高40.1mにも上る巨大な津波が発生し、東北地方と関東地方の太平洋沿岸部に壊滅的な被害が発生した。さらに同日には福島第一原子力発電所事故が発生し、日本国政府は福島第一原発から半径20キロ圏内を警戒区域、20キロ以遠の放射線量の高い地域を「計画的避難区域」として避難対象地域に指定し、10万人以上の住民が避難した。この事態を受けて長渕は一度故郷である鹿児島県に疎開していたが、後に自責の念に駆られ被災地を訪れる事を決意した。
4月4日に「復興」と題した散文詩を発表、また特に被害の大きかった岩手、宮城、福島を含む6県に向けて被災地限定ラジオ番組『長渕剛 RUN FOR TOMORROW 〜明日に向かって〜』（2011年）の放送を開始するとも発表した。4月7日より放送開始したラジオ番組の初回では、石原慎太郎による「津波は天罰である」との発言に対し猛烈に批判するコメントを出した。4月16日には宮城県を訪れ、避難所にて被災者達への慰問を行い、さらに被災した航空自衛隊松島基地を訪れ、激励および慰問ライブとして約1500人の自衛隊員の前で6曲を演奏した。
6月22日には同年に開催したライブツアーの中からツアーファイナルとなった国立代々木競技場第一体育館の模様を収録した2枚組ライブDVD『LIVE at YOYOGI NATIONAL STADIUM ARENA TOUR 2010 - 2011 "TRY AGAIN"』をリリースした。
8月には原発事故で避難生活を余儀なくされた福島県浪江町の小学生20人を自身の故郷、鹿児島に招待した。
9月7日には前作『TRY AGAIN』の表題曲をアレンジした「TRY AGAIN for JAPAN」をシングルとしてリリースし、カップリング曲には新たに歌詞を描き直した「お家へかえろう 2011」が収録される事となった。
12月20日には震災時の一連の活動に関して、防衛省より特別感謝状が贈呈され、自衛隊市ヶ谷駐屯地にて授与式が行われた。この授与式では集まった約1500人の自衛隊員の前でミニライブを行い、「俺の太陽」、「親知らず2012」、「STAY DREAM」、「ひとつ」を演奏した。
12月31日には2003年以来8年ぶりとなるNHK総合音楽番組『第62回NHK紅白歌合戦』（2011年）に出演が決定、NHK側からの要望にて「東北地方からの中継」による出演を依頼された長渕は「非常に意味のある指名を授かった」として出演を快諾した。当日には被災により使用できなくなった宮城県の石巻市立門脇小学校より生中継にて「ひとつ」を歌唱した。同番組においてリリース前の曲が歌唱されたのは3年連続、通算4曲目となった（ゲスト出演を含む）。長渕の出番前には3分押しで番組が進行していたが、長渕の出番後には30秒押しに短縮されるなど、番組側に配慮する姿勢が見られた。しかし、現地では長渕のステージを観ようと500人程の地元民が押し寄せ、規制線を張り警備にあたっていた警察官と衝突するというトラブルも発生した。
2012年2月1日には前年『第62回NHK紅白歌合戦』にて歌唱した「ひとつ」をシングルとしてリリース。オリコンチャートでは2月13日付けで最高位4位となり、その後登場回数14回、売り上げ枚数は6.1万枚となった。

## 録音
本作は長渕と高橋良一との共同プロデュースとなっている。高橋良一はスガシカオや山崎まさよしをデビューからブレイクするまで手掛けていたサウンドプロデューサーである。
また、サウンドプロデュースは関淳二郎と上田健司が担当している。
レコーディングは横浜のランドマークスタジオ、世田谷のクレッセント・スタジオ、銀座の音響ハウス、目黒区祐天寺のスタジオ サムホエア、スタジオアートーン四谷、麻布台のサウンド・シティと多岐に亘り行われた。

## 音楽性
本作では先行シングルの「ひとつ」、福島第一原発の20キロ圏内に入った事から制作された「カモメ」、石巻市の景色を歌った「六月の鯉のぼり」など、東日本大震災の影響により制作された曲によって構成されている。
文芸雑誌『文藝別冊 長渕剛 民衆の怒りと祈りの歌』にて、「東日本大震災のあと、長渕は宮城、福島と被災地をまわった。歌をうたい、人びとをはげます。そして同時に、被災地の現状をまのあたりにした。そこで感じたことを、一曲一曲、こころをこめて歌にしていったのが、このアルバムである」と表記されている。

## リリース
本作のリリース告知は、WEB媒体においては2012年4月19日にBillboard JAPAN、Music-man-net、OKMusicなどでなされ、また同時に全国ツアーの予定も発表された。
2012年5月16日に本作はナユタウェイヴ レコーズよりリリースされた。初回限定盤には前述の『第62回NHK紅白歌合戦』にて歌唱した「ひとつ」の映像を収録したDVDが付属している。

## プロモーション
本作に関するテレビ出演は、2011年7月13日にNHK総合音楽番組『SONGS』（2006年 - ）に出演し「乾杯」、「TRY AGAIN for JAPAN」、「お家へかえろう」を演奏した。
2012年1月21日、1月28日には2週連続で日本テレビ系バラエティ番組『嵐にしやがれ』（2010年 - ）に出演し、嵐のメンバーに対し筋トレ方法を伝授した他、「とんぼ」を演奏した。
2月24日には2004年以来約7年ぶりにテレビ朝日系音楽番組『ミュージックステーション』（1986年 - ）に出演し、「ひとつ」を演奏した。
3月11日にはテレビ朝日系報道番組『報道ステーションSP -愛おしきあなたへ-』（2004年 - ）に出演し、東日本大震災から1年後の被災地を訪れ、三陸地方では仮設住宅に、福島では福島第一原子力発電所20キロ圏内に入り現状を伝えた他、「しあわせになろうよ」、「ひとつ」、「愛おしき死者たちよ」を演奏した。また、司会の古舘伊知郎が番組内において「（原発への追及に対し）圧力がかかって番組を切られても本望」とコメントした事で大きな波紋を呼んだ。

## ツアー
本作を受けてのコンサートツアーは「TSUYOSHI NAGABUCHI 「RUN FOR TOMORROW」 HALL TOUR 2012 Unplugged Live」と題し、2012年5月18日のよこすか芸術劇場を皮切りに9月3日のさっぽろ芸術文化の館まで20都市全27公演が行われた。また、7月22日の神奈川県民ホールでの公演中に長渕は左膝を負傷し「左膝内側側副靭帯損傷」と診断され全治6週間となり、7月26日に予定されていた札幌での公演は9月3日に延期される事となった。
さらに同年には「TSUYOSHI NAGABUCHI ARENA TOUR 2012 Stay Alive」と題したツアーが9月17日のマリンメッセ福岡から10月21日の大阪城ホールまで5都市全9公演が行われた。
その後、11月3日には上記のツアーや東日本大震災への復興活動支援などの足跡を追ったドキュメント番組『東北の空には歌がある～長渕剛　震災から500日の軌跡～』がNHK BSプレミアムにて放送された。

## 批評
| 専門評論家によるレビュー             | 専門評論家によるレビュー |
| レビュー・スコア                     | レビュー・スコア         |
| 出典                                 | 評価                     |
| ------------------------------------ | ------------------------ |
| CDジャーナル                         | 肯定的                   |
| 文藝別冊 長渕剛 民衆の怒りと祈りの歌 | 肯定的                   |

- 音楽情報サイト『CDジャーナル』では、「東日本大震災のことを念頭においたメッセージ性の強い力作。その言葉の端々に震災と被災者へのさまざまな思いが刻み込まれている。中でもアメリカの傘の下の日本という現実を痛烈に皮肉った『明日をくだせえ』が痛快。力強い詩を勢いあるギター・サウンドで盛り立てる」、「今だからこそ必要な"ことば"が紡がれた一枚だ」と肯定的な評価を下している[34]。

- 文芸雑誌『文藝別冊 長渕剛 民衆の怒りと祈りの歌』では、「『明日をくだせえ』、『Run for Tomorrow』、『Stay Alive』、どれも気合のはいりかたが、ぜんぜんちがう。心の底から、怒りのさけびを発しているのがよくわかる。ハンパない」、「（『カモメ』に関して）国のためだか、経済のためだかしらないが、生きとし生けるものにこんなおもいをさせる原発なんて、あってはいけない。ダメなものはダメだ、いますぐにとめよう。全身全霊をこめて、さけびあげる」と肯定的な評価を下している[19]。

## チャート成績
オリコンチャートでは5月28日付けで最高位3位となり、その後登場回数20回、売り上げ枚数は8.1万枚となった。

## 収録曲

### CD
| 全作詞・作曲: 長渕剛。 |                                     |           |            |                                                                                        |       |
| #                      | タイトル                            | 作詞      | 作曲・編曲 | 編曲                                                                                   | 時間  |
| 1.                     | 「日本に生まれた」                  | 長渕剛    | 長渕剛     | 長渕剛、関淳二郎/ストリングスアレンジ：上田健司、四家卯大/コーラスアレンジ：佐々木久美 | 4:54  |
| 2.                     | 「ガーベラ」                        | 長渕剛    | 長渕剛     | 長渕剛、関淳二郎/コーラスアレンジ、英詞：佐々木久美                                    | 5:41  |
| 3.                     | 「六月の鯉のぼり」                  | 長渕剛    | 長渕剛     | 長渕剛、関淳二郎/コーラスアレンジ：佐々木久美                                          | 4:59  |
| 4.                     | 「僕と歩こうよ」                    | 長渕剛    | 長渕剛     | 長渕剛、関淳二郎                                                                       | 4:08  |
| 5.                     | 「カモメ」                          | 長渕剛    | 長渕剛     | 上田健司                                                                               | 10:04 |
| 6.                     | 「明日をくだせえ 」                 | 長渕剛    | 長渕剛     | 長渕剛                                                                                 | 4:35  |
| 7.                     | 「ひとつ」                          | 長渕剛    | 長渕剛     | 長渕剛/ストリングスアレンジ：弦一徹                                                    | 5:29  |
| 8.                     | 「しあわせの涙」                    | 長渕剛    | 長渕剛     | 長渕剛、関淳二郎                                                                       | 3:46  |
| 9.                     | 「Run for Tomorrow ～明日の為に～」 | 長渕剛    | 長渕剛     | 長渕剛、上田健司                                                                       | 4:45  |
| 10.                    | 「愛おしき死者たちよ」              | 長渕剛    | 長渕剛     | 上田健司/ストリングスアレンジ：浦清英                                                  | 4:52  |
| 11.                    | 「Stay Alive」                      | 長渕剛    | 長渕剛     | 長渕剛                                                                                 | 4:30  |
| 合計時間:              | 合計時間:                           | 合計時間: | 57:43      |                                                                                        |       |

### DVD
- 初回限定盤のみ

1. ひとつ (第62回NHK紅白歌合戦より)

## スタッフ・クレジット

### 参加ミュージシャン
- MASUO - ドラムス
- 野崎真助 - ドラムス
- 上田健司 - ベース
- 岡沢章 - ベース
- 長渕剛 - アコースティック・ギター、エレクトリックギター、ブルースハープ
- 関淳二郎 - アコースティック・ギター、エレクトリックギター
- 名越由貴夫 - エレクトリックギター
- エルトン永田 - ピアノ、キーボード
- 浦清英 - ピアノ、キーボード
- 河野圭 - ピアノ、キーボード
- 中山信彦 - マニピュレーター
- 田辺晋一 - パーカッション
- 中野勇介 - トランペット
- 弦一徹ストリングス - ストリングス
- 四家卯大ストリングス - ストリングス
- 佐々木久美 - コーラス
- TIGER - コーラス
- 高尾直樹 - コーラス
- MC KIDS - コーラス
- 目黒グリークラブ - コーラス
- 石川鷹彦 - マンドリン、バンジョー
- 笛吹利明 - マンドリン
- 加戸たかひろ - マンドリン

### スタッフ
- 長渕剛 - プロデューサー
- 高橋良一 (E-VO LAND) - コ・プロデューサー
- 関淳二郎 - コ・サウンド・プロデューサー
- 上田健司 - コ・サウンド・プロデューサー
- 加藤謙吾 - レコーディング・エンジニア、ミックス・エンジニア
- 片岡恭久 - 追加エンジニア
- 前田康二（バーニー・グランドマン・マスタリング） - マスタリング・エンジニア
- 鈴木裕也（ランドマークスタジオ） - セカンド・エンジニア
- 井澤渓（クレッセント・スタジオ） - セカンド・エンジニア
- 勝又紀彦（音響ハウス） - セカンド・エンジニア
- 眞武亨（スタジオサムホエア） - セカンド・エンジニア
- TAKASHI NEMOTO（スタジオサムホエア） - セカンド・エンジニア
- 庄子淳（スタジオアートーン四谷） - セカンド・エンジニア
- 西山潔（サウンドシティ） - セカンド・エンジニア
- サウンドクルー - エキップメント・テクニシャン
- 小林直美（カムイレコード） - ミュージシャン・コーディネーター
- 土岐和之（リバース） - ミュージシャン・コーディネーター
- 新家敏之 (neuhaus) - アート・ディレクション、デザイン
- 橋口清史 (neuhaus) - デザイン
- 操上和美 (CAMEL) - 写真撮影
- 辻野孝明 (teenei and co.,) - 衣装
- うちせてるき(14th Addiction) - 衣装
- 高橋直樹 - ヘアーカット&カラー
- 小林潤子 - ヘアー&メイク
- 横田利夫（オフィスレン） - アーティスト・マネージメント
- 稲村新山（ナユタウェイヴレコード） - A&R
- あべよしと（ナユタウェイヴレコード） - アーティスト・プロモーション
- たけとみこうしろう（ユニバーサルミュージック） - セールス・プロモーション
- 合田美千代（ユニバーサルミュージック） - アートワーク・コーディネーション
- 浅地豊樹（ベイエフエム） - スペシャル・サンクス
- "RUN FOR TOMORROW"スタッフ - スペシャル・サンクス
- はらだひでき - スペシャル・サンクス
- なかむらまさろう (NHK) - スペシャル・サンクス
- 新保智（新極真会） - スペシャル・サンクス
- 三崎和雄 - スペシャル・サンクス
- 喜本孝（ユニバーサルミュージック） - エグゼクティブ・プロデューサー
- 藤倉尚（ユニバーサルミュージック） - エグゼクティブ・プロデューサー
- 川口勇吉（オフィスレン） - エグゼクティブ・プロデューサー
- 小池一彦（ユニバーサルミュージック） - スーパーバイザー
- 尾木徹（プロダクション尾木） - スーパーバイザー